# Eutoxeres
Az Eutoxeres a madarak osztályának sarlósfecske-alakúak (Apodiformes) rendjébe és a kolibrifélék (Trochilidae) családjába tartozó nem.

## Rendszerezésük
A nemet Heinrich Gottlieb Ludwig Reichenbach német botanikus és ornitológus írta le 1849-ben, az alábbi 2 faj tartozik:
- sarlóscsőrű kolibri (Eutoxeres aquila)
- Eutoxeres condamini

## Előfordulásuk
Közép-Amerikában és Dél-Amerika északnyugati részén honosak. Természetes élőhelyei a szubtrópusi és trópusi síkvidéki és hegyi esőerdők, valamint ültetvények és szántóföldek. Állandó, nem vonuló fajok.

## Megjelenésük
Testhosszuk 14-15 centiméter körüli. Vaskos, lefelé gördülő csőrük van.